# Zapada columbiana
Zapada columbiana är en bäcksländeart som först beskrevs av Peter Walter Claassen 1923.  Zapada columbiana ingår i släktet Zapada och familjen kryssbäcksländor. Inga underarter finns listade i Catalogue of Life.